# لوك كينيدي
لوك كينيدي (بالإنجليزية: Luke Kennedy)‏ هو مغني أسترالي، ولد في 1982 في إبسوتش في أستراليا.